# David Bruce
David Bruce (1855-1931) fue un médico, naturalista, microbiólogo y patólogo brito-australiano que descubrió las causas y vías de transmisión de varias enfermedades tropicales.
Nació en Melbourne, Australia, y estudió en la Universidad de Edimburgo (1876) donde se graduó en medicina (1881). En 1887, mientras se encontraba en Malta como médico del Ejército británico descubrió el organismo que causa la fiebre de Malta y demostró que los humanos contraían esa enfermedad al beber la leche de ganado enfermo. Dicho organismo era la Brucella, grupo de cocobacilos gram-negativos de las que cuatro especies son patógenas para los humanos. Los síntomas más comunes son fiebre, malestar y dolor de cabeza.
Años más tarde se convirtió en profesor del Colegio Médico de la Armada de Netley durante cinco años en los cuales también trabajó en los laboratorios de Robert Koch en Berlín.
En 1895, mientras estudiaba en Sudáfrica una enfermedad del ganado llamada nagana descubrió el tripanosoma, un tipo de microbio, que era el causante de la enfermedad del sueño en el humano.
En posteriores viajes a África entre 1903 y 1911, Bruce y su esposa, Mary Steele Bruce, continuaron investigando esta enfermedad y demostraron que se transmite de los animales al humano y de una persona a otra por medio de la mosca tsetsé.
Murió en Londres el 27 de noviembre de 1931.

## Honores
- 1922 se le concedió la Medalla Buchanan

### Eponimia
- Trypanosoma brucei, el agente causante de la "enfermedad del sueño" nombrado en su honor.

- Laboratorios David Bruce en Wiltshire, y un hospital en Malta
- La abreviatura «D.Bruce» se emplea para indicar a David Bruce como autoridad en la descripción y clasificación científica de los vegetales.[1]